# FC Twente in het seizoen 1980/81
Het seizoen 1980-1981 was het zestiende jaar in het bestaan van de Nederlandse voetbalclub FC Twente. De Tukkers kwamen uit in de Nederlandse Eredivisie en namen deel aan het toernooi om de KNVB beker. Door een zesde plaats in de competitie van het voorgaande seizoen 1979/80 nam het team deel aan de UEFA Cup 1980/81.

## Verloop
Hennie Hollink was voor het tweede seizoen de hoofdtrainer.
FC Twente eindigde het seizoen opnieuw op een zesde plaats, maar plaatste zich daarmee niet voor Europees voetbal. In het toernooi om de KNVB Beker werd Twente in de derde ronde uitgeschakeld door AFC Ajax. In de UEFA Cup versloeg Twente in de eerste ronde IFK Göteborg, waarna het in de tweede ronde werd uitgeschakeld door Dynamo Dresden.

## Selectie
| Naam             | Positie        |
| ---------------- | -------------- |
| André van Gerven | Doelverdediger |
| Eddie Pasveer    | Doelverdediger |
| Theo Snelders    | Doelverdediger |
| Ejo Elburg       | Doelverdediger |
| Bert Strijdveen  | Verdediger     |
| Niels Overweg    | Verdediger     |
| Ab Gritter       | Verdediger     |
| Romeo Zondervan  | Verdediger     |
| John Scheve      | Verdediger     |
| Tjalling Dilling | Verdediger     |
| Fred Rutten      | Verdediger     |
| Martin Jol       | Middenvelder   |
| Heini Otto       | Middenvelder   |

| Naam                  | Positie      |
| --------------------- | ------------ |
| Aad Kila              | Middenvelder |
| Marcel Mentink        | Middenvelder |
| Paul Leyenaar         | Middenvelder |
| Jaap Bos              | Aanvaller    |
| Hallvar Thoresen      | Aanvaller    |
| Ferdi Rohde           | Aanvaller    |
| Søren Lindsted        | Aanvaller    |
| Manuel Sánchez Torres | Aanvaller    |
| Evert Bleuming        | Aanvaller    |
| Jerry Cooke           | Aanvaller    |
| Gerard Kaak           |              |
| Bennie Brinkman       |              |

## Wedstrijdstatistieken

### Eredivisie
| Datum             | Wedstrijd                   | Uitslag       | Scoreverloop |
| ----------------- | --------------------------- | ------------- | --- |
| 24 augustus 1980  | Willem II - FC Twente       | 0 - 2 (0 - 1) | 41' Ferdi Rohde 1-0, 59' Ferdi Rohde 2-0 |
| 27 augustus 1980  | FC Twente - FC Utrecht      | 3 - 0 (1 - 0) | 13' Ferdi Rohde 1-0, 61' Manuel Sánchez Torres 2-0, 90' Hallvar Thoresen 3-0 |
| 30 augustus 1980  | FC Twente - Go Ahead Eagles | 3 - 1 (2 - 0) | 16' Manuel Sánchez Torres 1-0, 42' Martin Jol 2-0, 59' Dick Schneider (p) 2-1, 84' Ferdi Rohde 3-1 |
| 3 september 1980  | Roda JC - FC Twente         | 6 - 1 (1 - 0) | 16' Theo de Jong 1-0, 69' John Eriksen 2-0, 71' Leo Ehlen 3-0, 73' Dick Nanninga 4-0, 76' Dick Nanninga 5-0, 81' Jaap Bos (p) 5-1, 90' John Eriksen 6-1                                                                                           |
| 13 september 1980 | FC Twente - FC Wageningen   | 2 - 1 (2 - 0) | 20' Aad Kila 1-0, 32' Manuel Sánchez Torres 2-0, 75' Eugène van Vijfeijken 2-1 |
| 20 september 1980 | NAC - FC Twente             | 1 - 2 (0 - 0) | 52' Martien Vreijsen 1-0, 77' Jaap Bos 1-1, 90' Jaap Bos (p) 1-2 |
| 27 september 1980 | FC Twente - PSV             | 0 - 1 (0 - 0) | 86' Piet Wildschut 0-1 |
| 5 oktober 1980    | Excelsior - FC Twente       | 1 - 1 (0 - 1) | 38' Aad Kila 0-1, 75' Makkie Nijssen 1-1 |
| 18 oktober 1980   | FC Twente - FC Groningen    | 3 - 1 (3 - 0) | 17' Jaap Bos 1-0, 20' Ab Gritter 2-0, 34' Martin Jol 3-0, 80' Wally Waalderbos 3-1 |
| 25 oktober 1980   | FC Den Haag - FC Twente     | 1 - 0 (0 - 0) | 51' Roger Albertsen (p) 1-0 |
| 1 november 1980   | FC Twente - AZ'67           | 1 - 1 (0 - 1) | 35' Pier Tol 0-1, 86' Hallvar Thoresen (p) 1-1 |
| 22 november 1980  | FC Twente - NEC             | 6 - 1 (2 - 1) | 5' Ferdi Rohde 1-0, 26' Sije Visser (p) 1-1, 42' Jaap Bos 2-1, 65' Martin Jol 3-1, 67' Hallvar Thoresen 4-1, 79' Jaap Bos (p) 5-1, 90' Heini Otto 6-1                                                                                             |
| 25 november 1980  | PEC Zwolle - FC Twente      | 0 - 0 (0 - 0) | |
| 30 november 1980  | AFC Ajax - FC Twente        | 5 - 3 (2 - 3) | 11' Frank Arnesen 1-0, 21' Hallvar Thoresen 1-1, 23' Hallvar Thoresen 1-2, 26' Manuel Sánchez Torres 1-3, 37' Tscheu La Ling 2-3, 72' Edo Ophof 3-3, 85' Tscheu La Ling 4-3, 88' Frank Arnesen 5-3                                                |
| 14 december 1980  | Sparta - FC Twente          | 1 - 2 (1 - 0) | 43' Ruud Geels 1-0, 60' Romeo Zondervan 1-1, 84' Manuel Sánchez Torres 1-2 |
| 17 december 1980  | FC Twente - MVV             | 3 - 3 (2 - 1) | 2' Martin Jol 1-0, 12' Cees Schapendonk 1-1, 32' Martin Jol 2-1, 51' Cees Schapendonk 2-2, 61' Hallvar Thoresen 3-2, 85' Cees Schapendonk 3-3 |
| 21 december 1980  | Feyenoord - FC Twente       | 1 - 0 (0 - 0) | 89' Pierre Vermeulen 1-0 |
| 1 februari 1981   | FC Twente - Willem II       | 5 - 1 (3 - 0) | 9' Ferdi Rohde 1-0, 29' Aad Kila 2-0, 42' Hallvar Thoresen 3-0, 54' Manuel Sánchez Torres 4-0, 64' Ferdi Rohde 5-0, 86' Johan Havermans (p) 5-1                                                                                                   |
| 8 februari 1981   | FC Utrecht - FC Twente      | 2 - 2 (1 - 1) | 23' Manuel Sánchez Torres 0-1, 34' Wim van Hanegem 1-1, 64' Ferdi Rohde 1-2, 71' Willy Carbo 2-2 |
| 14 februari 1981  | Go Ahead Eagles - FC Twente | 3 - 0 (2 - 0) | 11' Jaan de Graaf 1-0, 45' Cees van Kooten 2-0, 84' Jaan de Graaf 3-0 |
| 7 maart 1981      | FC Wageningen - FC Twente   | 0 - 1 (0 - 0) | 65' Ferdi Rohde 0-1 |
| 15 maart 1981     | FC Twente - NAC             | 2 - 2 (2 - 0) | 11' Ferdi Rohde 1-0, 45' Heini Otto 2-0, 73' Edy de Schepper 2-1, 89' Martien Vreijsen 2-2 |
| 19 maart 1981     | FC Twente - Roda JC         | 3 - 2 (1 - 0) | 29' Hallvar Thoresen 1-0, 50' Hallvar Thoresen (p) 2-0, 59' John Eriksen 2-1, 79' Hallvar Thoresen 3-1, 85' John Eriksen 3-2 |
| 28 maart 1981     | PSV - FC Twente             | 1 - 0 (0 - 0) | 83' Huh Jung-moo 1-0 |
| 5 april 1981      | FC Twente - Excelsior       | 0 - 1 (0 - 0) | 74' Graeme Rutjes |
| 12 april 1981     | FC Groningen - FC Twente    | 0 - 1 (0 - 0) | 47' Hallvar Thoresen 0-1 |
| 18 april 1981     | FC Twente - FC Den Haag     | 4 - 1 (2 - 1) | 11' Manuel Sánchez Torres 1-0, 19' Søren Lindsted 2-0, 41' Roger Albertsen 2-1, 58' Lex Schoenmaker (ed) 3-1, 90' Søren Lindsted 4-1 |
| 25 april 1981     | AZ'67 - FC Twente           | 0 - 0 (0 - 0) | |
| 3 mei 1981        | FC Twente - PEC Zwolle      | 2 - 0 (2 - 0) | 6' Hallvar Thoresen 1-0, 43' Manuel Sánchez Torres 2-0 |
| 9 mei 1981        | NEC - FC Twente             | 0 - 2 (0 - 1) | 18' Ferdi Rohde 0-1, 90' Hallvar Thoresen 0-2 |
| 17 mei 1981       | FC Twente - AFC Ajax        | 3 - 0 (0 - 0) | 66' Hallvar Thoresen 1-0, 68' Hallvar Thoresen (p) 2-0, 78' Manuel Sánchez Torres 3-0 |
| 23 mei 1981       | MVV - FC Twente             | 1 - 0 (1 - 0) | 10' Bert van Marwijk 1-0 |
| 30 mei 1981       | FC Twente - Sparta          | 0 - 3 (0 - 2) | 31' René van der Gijp 0-1, 36' Ruud Geels 0-2, 67' René van der Gijp 0-3 |
| 6 juni 1981       | FC Twente - Feyenoord       | 3 - 7 (3 - 2) | 5' Evert Bleuming 1-0, 28' Romeo Zondervan 2-0, 31' Heini Otto 3-0, 33' Johnny Jacobsen 3-1, 37' René Notten 3-2, 53' Wim van der Steene 3-3, 54' Johnny Jacobsen 3-4, 75' Karel Bouwens 3-5, 80' Wim van der Steene 3-6, 90' Johnny Jacobsen 3-7 |

### KNVB Beker
| Datum            | Wedstrijd               | Uitslag       | Scoreverloop |
| ---------------- | ----------------------- | ------------- | --- |
| 16 november 1980 | FC Twente - FC Volendam | 1 - 0 (0 - 0) | 79' Ferdi Rohde 1-0 |
| 25 januari 1981  | AFC Ajax - FC Twente    | 5 - 1 (2 - 0) | 26' Wim Kieft 1-0, 32' Frank Arnesen (p) 2-0, 62' Wim Kieft 3-0, 68' Frank Arnesen 4-0, 79' Wim Kieft 5-0, 80' Hallvar Thoresen (p) 5-1 |

### Europacup II
| Datum             | Wedstrijd                  | Uitslag       | Scoreverloop |
| ----------------- | -------------------------- | ------------- | --- |
| 17 september 1980 | FC Twente - IFK Göteborg   | 5 - 1 (2 - 0) | 22' Jaap Bos 1-0, 40' Ferdi Rohde 2-0, 55' Aad Kila 3-0, 59' Torbjörn Nilsson 3-1, 75' Martin Jol 4-1, 90' Aad Kila 5-1 |
| 1 oktober 1980    | IFK Göteborg - FC Twente   | 2 - 0 (1 - 0) | 1' Torbjörn Nilsson 1-0, 68' Torbjörn Nilsson                                                                           |
| 22 oktober 1980   | FC Twente - Dynamo Dresden | 1 - 1 (1 - 0) | 42' Ferdi Rohde 1-0, 50' Gert Heidler 1-1                                                                               |
| 5 november 1980   | Dynamo Dresden - FC Twente | 0 - 0 (0 - 0) | |

Ajax ·
AZ '67 ·
Excelsior ·
Feyenoord ·
Go Ahead Eagles ·
FC Groningen ·
FC Den Haag ·
MVV ·
NAC ·
N.E.C. ·
PEC Zwolle ·
PSV ·
Roda JC ·
Sparta ·
FC Twente ·
FC Utrecht ·
FC Wageningen ·
Willem II